# Автошлях E48
Європейський маршрут Е48 — європейський автомобільний маршрут категорії А, що з'єднує міста Швайнфурт (Німеччина) і Прага (Чехія) . Довжина маршруту — 366 км.

## Міста, через які проходить маршрут
Маршрут Е48 проходить через дві європейські країни:
*  Швайнфурт - Байройт
* B303 Байройт - Марктредвіц - Шірндінг (кордон)
* Помезі-над-Огржи (кордон) - Хеб - Карлові Вари - Прага
Е48 перетинається з маршрутами
|  | - E51 - E49 - E442 - E55 |  | - E65 - E50 - E59 - E67 |

## Фотографії

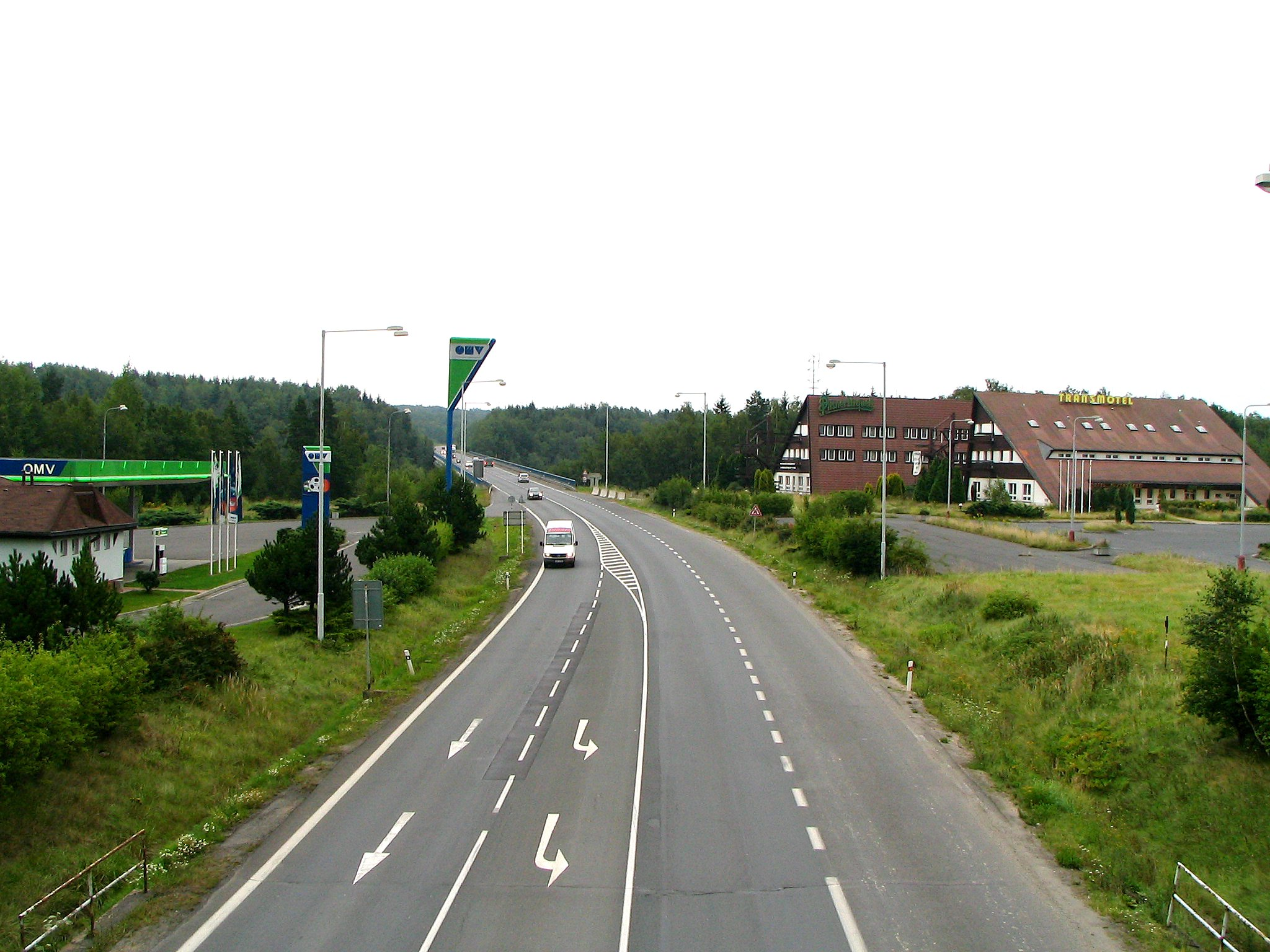
Е48 між Хебом і Карлові Вари, Чехія
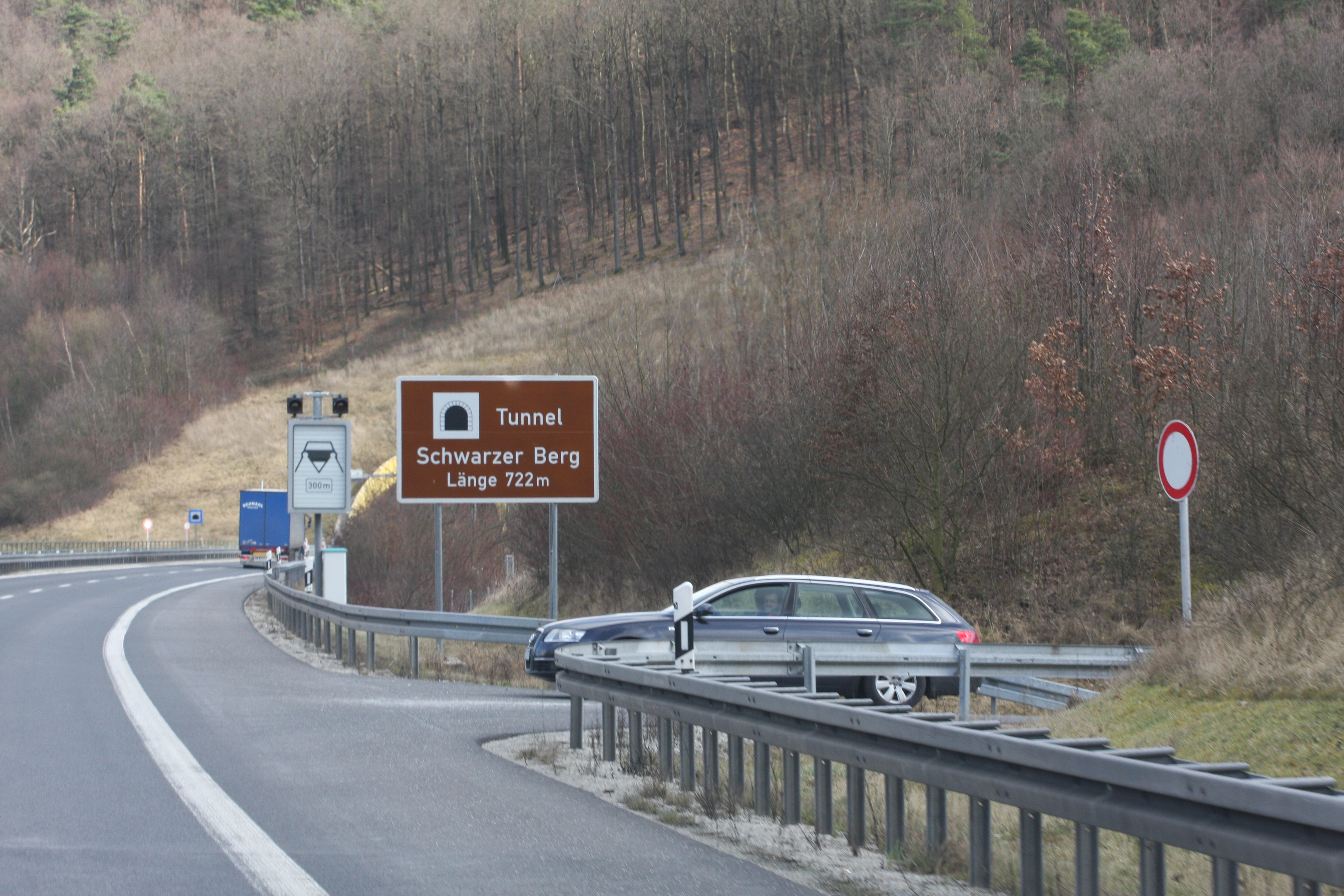
Е48 між Швайнфуртом і Байройтом, Німеччина
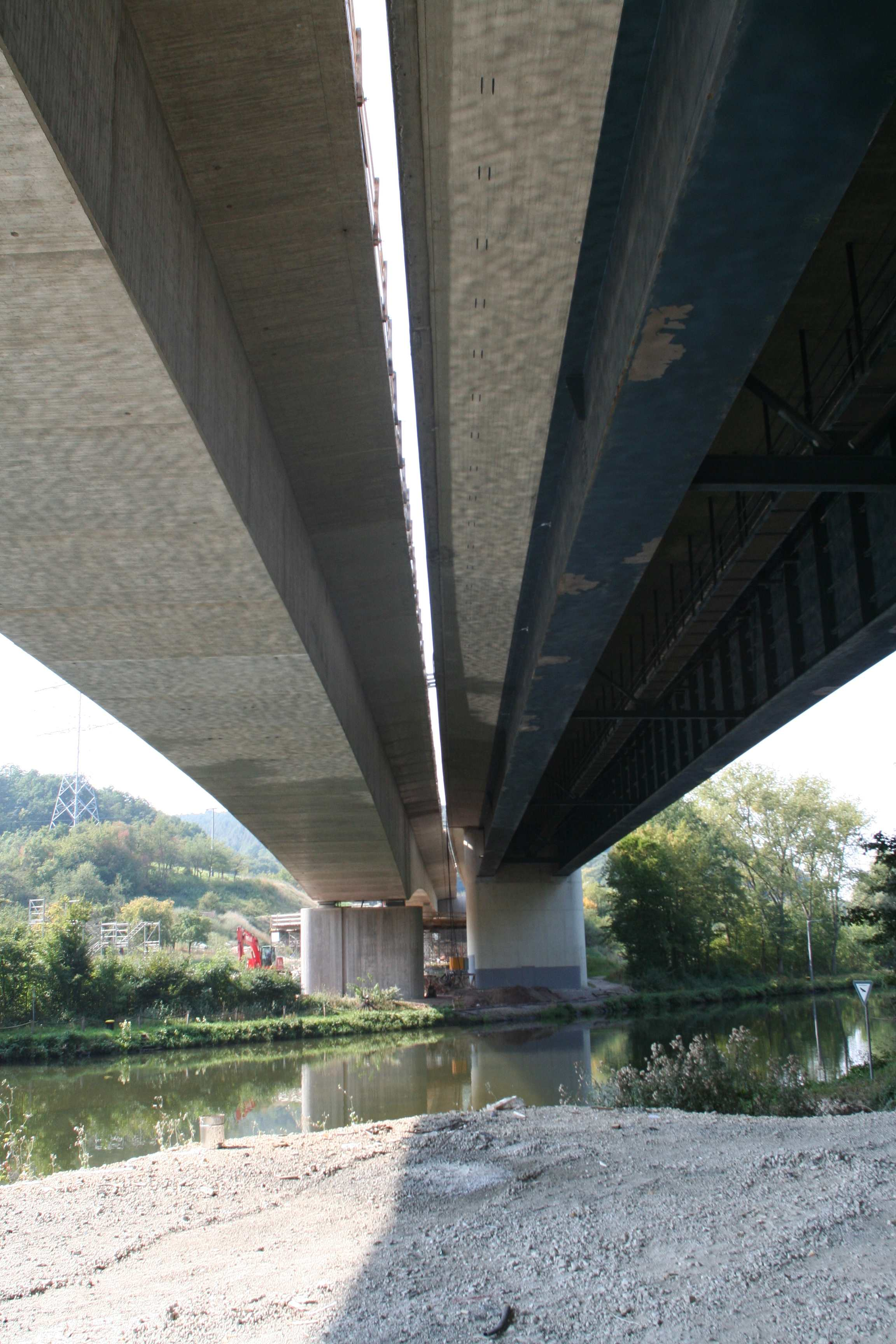
Міст на захід від Бамберга, Німеччина

## Див. Також
- Список європейських автомобільних маршрутів